# Azjokret
Azjokret (Euroscaptor) – rodzaj ssaków z podrodziny kretów (Talpinae) w obrębie rodziny  kretowatych (Talpidae).

## Zasięg występowania
Rodzaj obejmuje gatunki występujące w Azji.

## Morfologia
Długość ciała (bez ogona) 90–150 mm, długość ogona 2,5–25 mm, długość tylnej stopy 13–23 mm; masa ciała 25,8–76,7 g.

## Systematyka
Rodzaj zdefiniował w 1940 roku amerykański botanik i zoolog Gerrit Smith Miller na łamach Journal of Mammalogy. Na gatunek typowy Miller wyznaczył (oryginalne oznaczenie) azjokreta indochińskiego (E. klossi).

### Etymologia
- Euroscaptor: gr. ευρυς eurus ‘szeroki’[8]; σκαπτηρ skaptēr ‘kopacz’, od σκαπτω skaptō ‘kopać’[9].
- Eoscalops: gr. εως eōs lub ηως ēōs ‘świt, wschód’[10]; σκαλοψ skalops, σκαλοπος skalopos ‘kret’[11]. Gatunek typowy (oryginalne oznaczenie): Talpa longirostris Milne-Edwards, 1870.

### Podział systematyczny
Do rodzaju należą następujące gatunki:
- Euroscaptor micrurus (Hodgson, 1841) – azjokret himalajski
- Euroscaptor grandis G.S. Miller, 1940 – azjokret duży
- Euroscaptor malayanus (Chasen, 1940)
- Euroscaptor longirostris (Milne-Edwards, 1870) – azjokret długonosy
- Euroscaptor klossi (O. Thomas, 1929) – azjokret indochiński
- Euroscaptor kuznetsovi Zemlemerova, Bannikova, Lebedev, Rozhnov & Abramov, 2016
- Euroscaptor orlovi Zemlemerova, Bannikova, Lebedev, Rozhnov & Abramov, 2016
- Euroscaptor subanura Kawada, Son Truong Nguyen & Dang Ngoc Can, 2012 – azjokret bezogonowy
- Euroscaptor parvidens (G.S. Miller, 1940) – azjokret drobnozębny
- Euroscaptor ngoclinhensis Zemlemerova, Bannikova, Levedev & Abramov, 2016